# 田中央 (彰化縣員林市)
田中央，是臺灣彰化縣員林市的一個傳統地域名稱，位於該市西南部。相較於今日行政區，其範圍大致包括黎明里不含北端及東部邊界地帶、惠來里不含北端、溝皂里、中央里。

## 歷史
台灣清治末期至日治初期，田中央地區為一街庄，稱為「田中央庄」，隸屬於武西堡。該庄北與員林街為鄰，東與大饒庄為鄰，南邊為湳底庄、崙仔庄，西邊為太平庄，西北邊為瓦磘厝庄。
1901年（日治明治三十四年）11月，全台廢縣廳改設二十廳，該庄隸屬於彰化廳。1903年（明治三十六年）6月，該庄編入「關帝廳區」，隸屬於彰化廳。1909年（明治四十二年）10月，合併二十廳為十二廳，關帝廳區改隸屬於臺中廳。1920年（大正九年），該庄改制為「田中央」大字，隸屬於臺中州員林郡員林街，大字下有「田中央」、「溝皂」小字名。
戰後員林街改制為員林鎮，隸屬於臺中縣，大字亦改制為里。1950年10月，中、彰、投分治，員林鎮改隸屬彰化縣。2015年8月，員林鎮因人口數超過新的標準而升格為員林市。

## 聚落
本地區發展較早的聚落有溝皂、田中央、詹厝厝等，在日治期初期的官方地圖上已有記載。

## 交通
台鐵縱貫線是台灣西部南北鐵路幹線，大致以縱向轉北北西—南南東走向經過田中央地區中部。境內未設站，北側最近的是員林車站，屬一等站，停靠部分普悠瑪號、太魯閣號，絕大部分自強號及其餘全部列車；南側最近的是永靖車站，屬招呼站，僅停靠區間車。由此等車站可前往台鐵沿線各站。
省道台1線（中山路一段）又稱「縱貫公路」，是台北至屏東楓港的傳統平面幹道，大致以北向南到達本地區西北部邊界，轉北北東—南南西走向沿邊界而行，經員林大排太平一橋及兩岸的省道台76線高架橋／縣道144號路口，並因邊界線轉向西北而入境，其後於本地區西部邊界南段出境。由該道路向北繞大彎轉東北再轉北微東繞過員林市中心西側可前往大村、花壇、彰化等地，向南南西可前往埔心、永靖、田尾、溪州等地。
省道台76線即「東西向快速公路－漢寶草屯線」，是員林大排兩側高架道路，目前僅通行埔鹽至草屯路段，大致以西北－東南走向轉橫向經過本地區中部。由該道路向西北可前往埔心、溪湖東北端、埔鹽與大村交界地帶及國道1號埔鹽系統交流道、埔鹽與秀水交界地帶、埔鹽與福興交界地帶並止於埔鹽交流道，向東可前往南投西北部、草屯西南部並止於國道3號中興系統交流道。縣道144號是與省道台76線併行的員林大排兩側平面道路。由該道路向西北至省道台76線埔鹽交流道後可續行前往福興西北部並止於省道台61線福興交流道，向東可前往員林市區東南郊並止於縣道137號路口。
縣道141號（中正路、員集路）是員林至林內的道路，大致以北北西—南南東走向蜿蜒經過本地區東部邊界地帶。由該道路向北北西可前往員林市中心、三條圳西北部並止於省道台1線路口，向南南東可前往社頭、田中、二水、林內等地。
縣道148號（員鹿路、民生路）是王功至草屯的道路，大致以西向東經過本地區北部邊界外不遠處。由該道路向西可前往埔心、溪湖、芳苑等地，向東可前往芬園南部、草屯等地。
鄉道彰80線是大溝尾至林厝的道路，大致以西南西—東北東走向到達本地區西南角，沿南部邊界西段而行，其後因邊界線轉向南而入境，再轉東南東蜿蜒而行，經鄉道彰80-2線終點路口後續行，於本地區東部邊界南側與縣道141號相會，轉北微西與其共線並沿邊界蜿蜒而行，至大饒路路口轉東南東獨行並出境。由該道路向西南西可前往崙子與太平交界地帶、太平並止於鄉道彰87線路口，向東南東可前往大饒、萬年、番子崙與柴頭井交界地帶並止於縣道137號路口。
鄉道彰80-2線是溝皂至田中央的道路，其北側端點位於本地區西部邊界處的省道台1線路口。由此向南轉南南東經員林大排田中央橋及兩岸的省道台76線高架橋／縣道144號路口，可前往本地區南部並止於鄉道彰80線本線路口。

## 學校
- 育英國小
- 饒明國小

## 產業
- 員林田中央工業區